# 金太十番勝負!
『金太十番勝負!』（きんたじゅうばんしょうぶ）は、1988年10月20日から12月22日にかけてフジテレビ系で毎週木曜20:00 - 20:54 (JST) に放送されたテレビドラマである。

## 概要
東金太は東京・麻布十番の老舗煎餅（せんべい）店「一番」の若い店主。妹のかすみがいるが、実はかすみは19年前に店の前に置き去りにされていたのを引き取り、金太の元で成長した。しかしかすみはそのことを知らない。ある日、母親に捨てられた少年・健治を引き取るか否かという19年前と同じ様なことが起こった時に、金太はそのつもりは無かったが、かすみの「お兄ちゃん、健ちゃんはうちで面倒見よう」の言葉に、金太と精さんは複雑ながらも心を動かされる。そんな、威勢が良くて意地っ張りだが女性にはめっぽう弱い性分の金太を中心に展開する物語や騒動を明るいタッチで描く。
当時『教師びんびん物語』で人気を博していた田原俊彦の主演作ということもあり、高視聴率を記録した。

## キャスト
- 東金太 - 田原俊彦
- 東かすみ（金太の妹） - 浅香唯
- 精さん（「一番」の職人）- 伊武雅刀
- 健治 - 福原学
- 浩 - 中村繁之（金太に「かすみとの交際は許さねえ」と言われている。）
- 前田吟
- 青田（アホ大将） - 島崎俊郎
- おきぬ（金太の幼馴染み） - 田中美佐子
- 百合子 - 范文雀
- 与太郎 - 香川照之
- 白島靖代
- 野村昭子
- 米山善吉
- 酒井敏也
- 関根幸子
- 健治の母・千恵子 - 斉藤慶子
- 浩の母・宏美 - 横山道代

ほか

## 主題歌
- 「かっこつかないね」田原俊彦（ポニーキャニオン）

## スタッフ
- 企画 - 前田和也(フジテレビ)、小林義和
- プロデューサー - 三宅川敬輔
- 脚本 - 遊川和彦
- 演出 - 舛田明廣、小川定孝
- 音楽 - ボブ佐久間
- 演出補 - 山本吾朗、千葉行利、山本友徳
- 制作補 - 小泉守
- 制作 - フジテレビ、KANOX

## サブタイトル
| 話数 | 放送日         | サブタイトル                | 演出     | 視聴率 |
| ---- | -------------- | --------------------------- | -------- | ------ |
| 1    | 1988年10月20日 | 兄貴には、困ったもんです!   | 舛田明廣 | 16.9%  |
| 2    | 1988年10月27日 | 男、涙の父兄参観            | 舛田明廣 | 16.3%  |
| 3    | 1988年11月3日  | 妹よオレを信じろ            | 小川定孝 | 19.0%  |
| 4    | 1988年11月10日 | つらいのはお前だけじゃネェ! | 小川定孝 | 15.6%  |
| 5    | 1988年11月17日 | あんたが母親か!             | 舛田明廣 | 15.7%  |
| 6    | 1988年11月24日 | 妹よ!オレの胸で泣け!        | 小川定孝 | 14.2%  |
| 7    | 1988年12月1日  | ケンジ、男になれ            | 舛田明廣 | 14.5％ |
| 8    | 1988年12月8日  | さよなら…ケンジ             | 小川定孝 | 17.0%  |
| 9    | 1988年12月15日 | 本当の妹だから、許さネェ…   | 小川定孝 | 15.0%  |
| 10   | 1988年12月22日 | 妹よ!幸せになれ             | 舛田明廣 | 18.1%  |